# Club Aurora
El Club Aurora és un club de futbol, bolivià de la ciutat de Cochabamba.

## Història
El Club Aurora va ser fundat el 27 de maig de 1935.

## Jugadors destacats
- Julio César Baldivieso

## Palmarès
- Campionat bolivià de futbol:[5]
  - 1963, 2008-C
- Copa Simón Bolívar (segona divisió):[5]
  - 2002, 2016–17